# Iolanta
Iolanta (Violant en català, Иоланта en rus) és una òpera en un acte de Piotr Ilitx Txaikovski. El llibret, escrit pel germà del compositor, Modest Txaikovski, està basat en un drama de l'escriptor danès Henrik Hertz: Kong Renés Datter (La filla del rei René). L'obra de teatre havia estat traduïda al rus per Fiodor Miller i adaptada per Vladímir Zotov. L'òpera es va estrenar el 18 de desembre [C.J. 6 de desembre] de 1892 al Teatre Mariïnski de Sant Petersburg amb Medea Mei-Figner en el paper de Iolanta i Nikolay Figner en el paper de Vaudémont, sota la direcció d'Eduard Nápravník. L'estrena va consistir en un programa doble, òpera i ballet, junt amb el ballet El trencanous, que es va estrenar en la mateixa sessió. A Catalunya es va estrenar el 10 de gener de 2013 al Gran Teatre del Liceu.
Hi ha pocs enregistraments de l'òpera, tot i que l'ària de Robert ha estat molt interpretada en concert i molt enregistrada separadament. L'any 1963 es va filmar una representació de l'òpera a Riga i es va comercialitzar a partir de 1974.
Tret d'Eugeni Oneguin i La dama de piques, el teatre líric de Txaikovski roman en la penombra i amb la imatge de ser una curiositat local russa. És el cas de Iolanta que, malgrat el seu infatigable melodisme, la delicadesa del seu suport orquestral, la varietat de papers amb la seva respectiva càrrega de lluïment i un clima de llegenda medieval subtilment aconseguit dins d'una convenció romàntica, malgrat tot això, no acaba d'entrar en el repertori mundial.
El decurs de l'acció comprèn un sol acte i ens porta a una cort de l'edat mitjana francesa amb un interessant personatge, Iolanta, una princesa cega de naixement que adquireix la vista per una barreja de medicina oriental, fe cristiana i amor humà del convenient cavaller -també convenientment noble- que arriba casualment fins al seu castell. Txaikovski adjudica a cada personatge un caràcter de tessitura adequat, el proveeix dels seus pertinents solos, permet que llueixi les seves facultats i ho fa en una atmosfera poemàtica amb tocs de tensió alternats de manera intel·ligent. L'obra exigeix un repartiment extens de primeres figures: soprano, tenor, dos barítons i baix.

## Origen i context
Vuit anys abans de la composició de Iolanta, Txaikovski va entrar en contacte amb el drama de Hertz a través de la publicació del mateix a l'Herdald Rus. La història el va encisar per la seua poesia, originalitat i abundància de moments lírics, i es va proposar utilitzar-la per a una òpera. Però l'oportunitat no es va presentar fins a l'any 1890, en què el director dels Teatres Imperials, Ivan Vsevolozhski, li va encarregar la composició d'un programa doble: un ballet de dos actes i una òpera d'un acte. Per al ballet li va ser proposat el conte d'E.T.A. Hoffmann El trencanous i el rei dels ratolins, però per a l'òpera va ser el mateix Txaikovski qui va proposar Iolanta, que al seu parer proporcionava l'escaient contrast amb el tema del ballet.
Després d'una reeixida gira pels Estats Units d'Amèrica, Txaikovski va tornar a la seua casa de Maidanovo a finals del maig de 1891 i, havent conclòs l'esbós del ballet, va encetar la composició de Iolanta amb el duet final al juny de 1891. Va concloure l'esbós al setembre i l'orquestració al desembre. Després de la composició de La dama de piques, Txaikovski estava preocupat sobre la seua inspiració creativa després de tan exigent projecte. Durant la composició de la nova òpera Txaikovski es va mostrar insegur i va considerar que es repetia a si mateix, especialment en comparar Iolanta amb la seua primerenca òpera La fada. No obstant aviat es va reconciliar i entusiasmar amb el nou projecte. L'acollida per part del públic va ser bastant favorable, tot i que alguns col·legues, com ara Nikolai Rimski-Kórsakov van considerar que es tractava « d'una de les més febles obres de Piotr Ilitx Txaikovski », afegint: « En la meua opinió tot en aquesta òpera és decebedor […] ». Potser per tractar-se d'una òpera en un acte, Iolanta no ha gaudit de continuïtat en els teatres d'òpera, ateses les dificultats d'encaixar òperes de curta durada en la programació convencional. No obstant això, Iolanta és molt estimada pels amants de la música de Txaikovski i gaudeix de prestigi en els teatres d'Europa oriental.

## Argument
Temps: Segle XV
Lloc: Muntanyes del sud de França
Escena 1. Iolanta és cega de naixement, però mai ningú no li ha parlat de la seua condició. En un bell jardí del palau reial, les seues amigues li porten flors i canten per a ella.
Escena 2. Després que Almeric anuncie l'arribada del rei, Bertrand li dona instruccions: no ha de parlar a Iolanta de la llum ni dir-li que son pare és el rei. Iolanta està promesa a Robert, qui també ignora que Iolanta és cega. El rei arriba amb un metge que assevera que Iolanta pot ser guarida, però només si s'assabenta de la seua condició i desitja veure. El rei rebutja el tractament, tement per la felicitat de Iolanta.
Escena 3. En una partida de caça, Robert i Vaudémont es perden i fan cap al jardí del palau, on troben a Iolanta. Robert, convençut que Iolanta és una bruixa, se'n va a la cerca del seu seguici. Vaudémont roman i s'adona de la ceguesa de Iolanta. Els dos joves s'enamoren, després que Vaudémont li haja explicat la llum i el color a Iolanta.
Escena 4. Els joves són descoberts. Vaudémont jura el seu amor, afirmant que no li importa que Iolanta siga cega. El rei està furiós amb l'home que li ha revelat el secret a la seua filla, però el metge intervé dient que ara que Iolanta sap què és la llum i el color i desitja veure, pot ser guarida. No obstant això, el rei amenaça de mort a Vaudémont si el tractament del metge falla. Robert torna, i manifesta que s'ha enamorat d'una altra. El rei cancel·la el compromís amb Robert i dona la mà de Iolanta a Vaudémont. El remei funciona i Iolanta pot veure!

## Àries destacades
- "Per què no vaig conèixer això abans?" (Iolanta)
- "Hi ha qui puga comparar-se amb la meua Matilda?" (Robert)

## Representacions

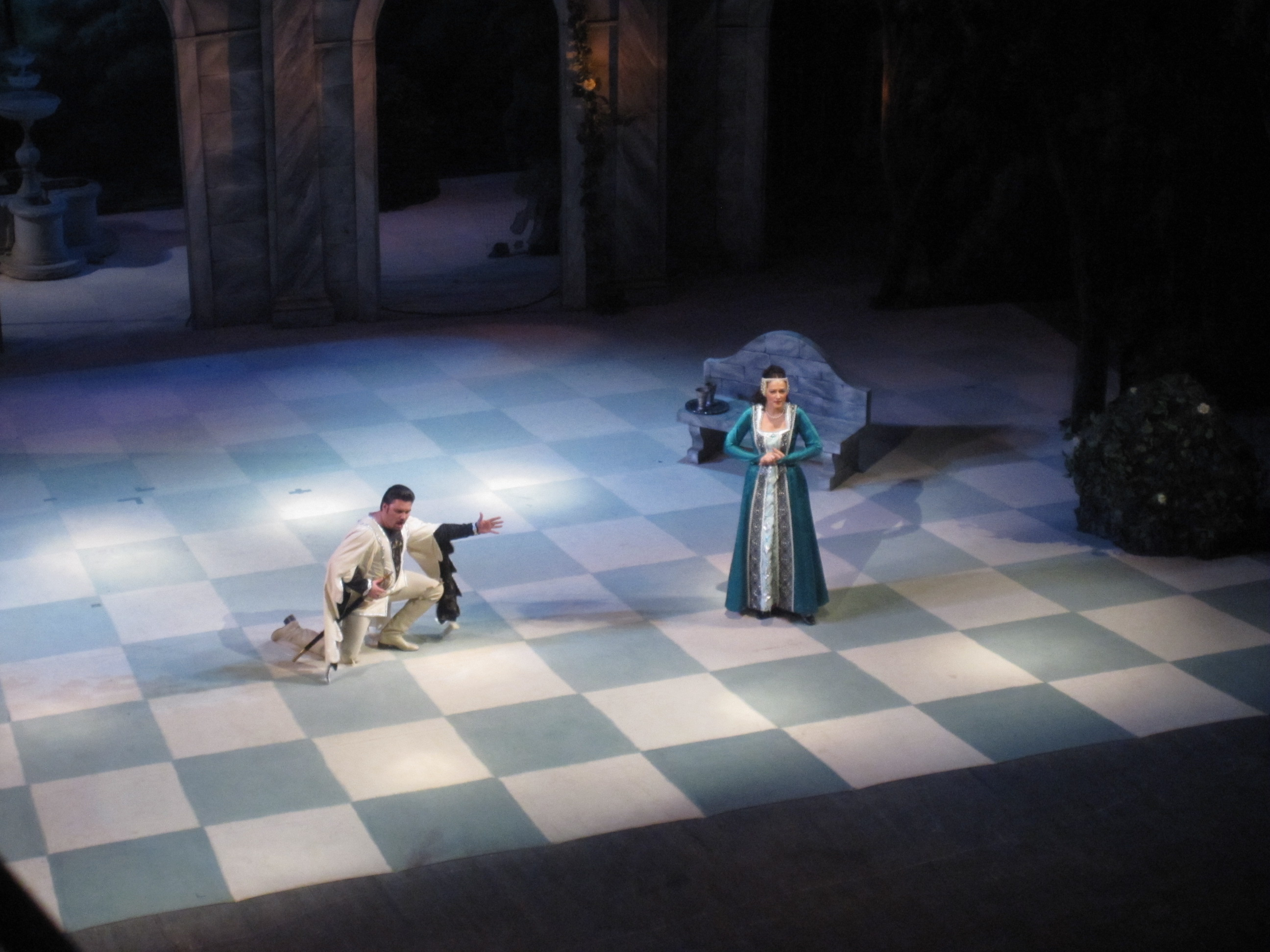
"Iolanta", Mihailovski teatre, 2010

El conte fantàstic de Iolanta pot ser interpretat a diferents nivells. Hom no sap exactament fins a quin punt Txaikovski es va identificar amb la dissortada heroïna de la seua òpera. Timothy L. Jackson ha proposat una connexió entre la ceguesa de Iolanta i l'homosexualitat de Txaikovski, especulant amb la possibilitat que el compositor s'hagués identificat a si mateix, igual que Iolanta, com un subjecte apartat del món a causa de la seua "deficiència congènita", que només pot ser guarida a través del propi reconeixement i del desig de curació.
Altra possible interpretació seria considerar a Iolanta com una al·legoria de l'artista que viu en un món de somnis, protegit de la realitat. Des d'altre punt de vista, el rei representa el principi d'autoritat, que no vol que la seua filla conega la veritat. Per altra banda, el metge afirma que el coneixement de la veritat és condició indispensable per a la curació de Iolanta. Els principis autoritaris del rei haurien triomfat si el metge no hagués intervingut en diferents ocasions en favor de Iolanta. L'amor triomfa finalment.
A partir de la segona meitat del segle XX l'obra tornà al repertori a Rússia i amb menys freqüència a Anglaterra i a França.